# Kimberli
A Kimberli angol eredetű női név, jelentése: a király rétjéről származó.

## Rokon nevek
- Kim: a Kimberli rövidülése.[2]

## Gyakorisága
Az 1990-es években a Kimberli és a Kim szórványos név volt, a 2000-es években nem szerepelnek a 100 leggyakoribb női név között.

## Névnapok
Kimberli, Kim
- augusztus 3.[2]

## Híres Kimberlik, Kimek
- Kim Basinger, amerikai színésznő
- Kim Novak, amerikai színésznő